# Adrián Fernández (piloto)
Adrián Fernández Mier (Ciudad de México, México; 20 de abril de 1963), es un piloto profesional mexicano de automovilismo, quien se retiró en 2012. También fue copropietario del equipo Fernández Racing.
También Adrián tuvo buenos resultados en las carreras de resistencia, consiguió 9 victorias y fue campeón 2009 en la clase LMP2 de la American Le Mans Series, logró 1 victoria en la Grand-Am Rolex Sports Car Series, y resultó segundo en la clase LMP2 en las 24 Horas de Le Mans de 2007.
Además, Fernández ha sido una pieza importante para que el automovilismo de primera categoría regresara a México, luego de que la Fórmula 1 dejara de correr en el país en 1993. Ha colaborado para que Champ Car y NASCAR tengan fechas en México. En octubre del 2010, Adrián ingresó al Salón de la Fama de la Federación Mexicana de Automovilismo, el ahora piloto de American Le Mans fue reconocido por su notable trayectoria en Cart, Indy y NASCAR, al lado de grandes nombres del volante como Pedro Rodríguez, Moisés Solana y Guillermo Rojas.

## Carrera deportiva

### Inicios
Adrián empezó a correr desde niño en Ciudad de México. Se coronó campeón en 1991 de la Formula 3 Mexicana. En 1992 participó en la Indy Lights, consiguió cuatro victorias para culminar quinto en el campeonato. 

### CART e IndyCar
En 1993, Adrián ascendió a la CART disputando 5 carreras para el equipo Galles, obteniendo un séptimo puesto como mejor resultado.
Siguiendo con Galles en 1994 pero ahora como piloto titular, donde cosechó un quinto puesto, un sexto, y dos séptimos, y terminó 13º en el campeonato. En 1995, Fernández logró un tercer puesto, un cuarto, dos sextos y nueve top 10, culminando duodécimo en el clasificador final.
Adrián se convirtió en piloto titular de Tasman Motorsports en 1996. Consiguió un triunfo en Toronto, un cuarto puesto, tres sextos y otros 2 top 10 para 12º en la tabla general.
El año siguiente, solo pudo puntuar en seis carreras, destacándose con un tercer puesto en Fontana, de modo que terminó 18º en el clasificador.
Para 1998 firma para el equipo Patrick Racing, logra 14 top 10 en 19 carreras, incluyendo dos victorias, un segundo puesto, un tercero, dos cuartos, y dos quintos, para terminar cuarto en el campeonato. En 1999 logra dos victorias, dos terceros puestos, dos cuartos, tres quintos y dos sextos, pero sumado a tres abandonos y cuatro ausencias por lesión, se ubicó así sexto en el campeonato. En la temporada 2000, Adrián consiguió dos victorias, cinco podios y 17 resultados puntuables que le permitieron terminar subcampeón por detrás de Gil de Ferran.
En el 2001 funda el Fernández Racing, con el cual participó en la CART; pero solo puntuó en 6 carreras logrando como mejores resultados 2 terceros puestos y un quinto, de modo que acabó 18º en el campeonato. El año siguiente cosechó un segundo puesto, un cuarto, dos séptimos y otros 5 top 12, pero se ausentó en 3 carreras por lesiones, por lo cual terminó 14º en la tabla general. En 2003, sería la última temporada de Adrián en la categoría renombrada como ChampCar, con una victoria en Portland, un segundo lugar, un cuarto, un quinto, un sexto, y otros seis top 10, terminó octavo en la tabla general. 
En 2004 Adrián paso a la IndyCar Series, donde logró tres triunfos en los óvalos de Kentucky, Chicagoland y Fontana, un segundo puesto, dos quintos, un sexto, y tres séptimos para terminar quinto en el clasificador general. Participó de las 500 Millas de Indianápolis en 2005 para su equipo, finalizando 14º en la carrera.

### Stock cars
Mientras participaba de la CART, en 1999 Adrián participó 3 de las 4 carreras de la International Race of Champions (IROC), logrando un sexto puesto como mejor resultado.
Adrián disputó seis fechas de la NASCAR Busch Series en 2005, dos en 2006, una en 2007, y una de la Nationwide Series en 2008, todas ellas conduciendo un Chevrolet. Sin embargo, llegó noveno en la fecha de México 2007 y décimo en México 2005.

### Resistencia

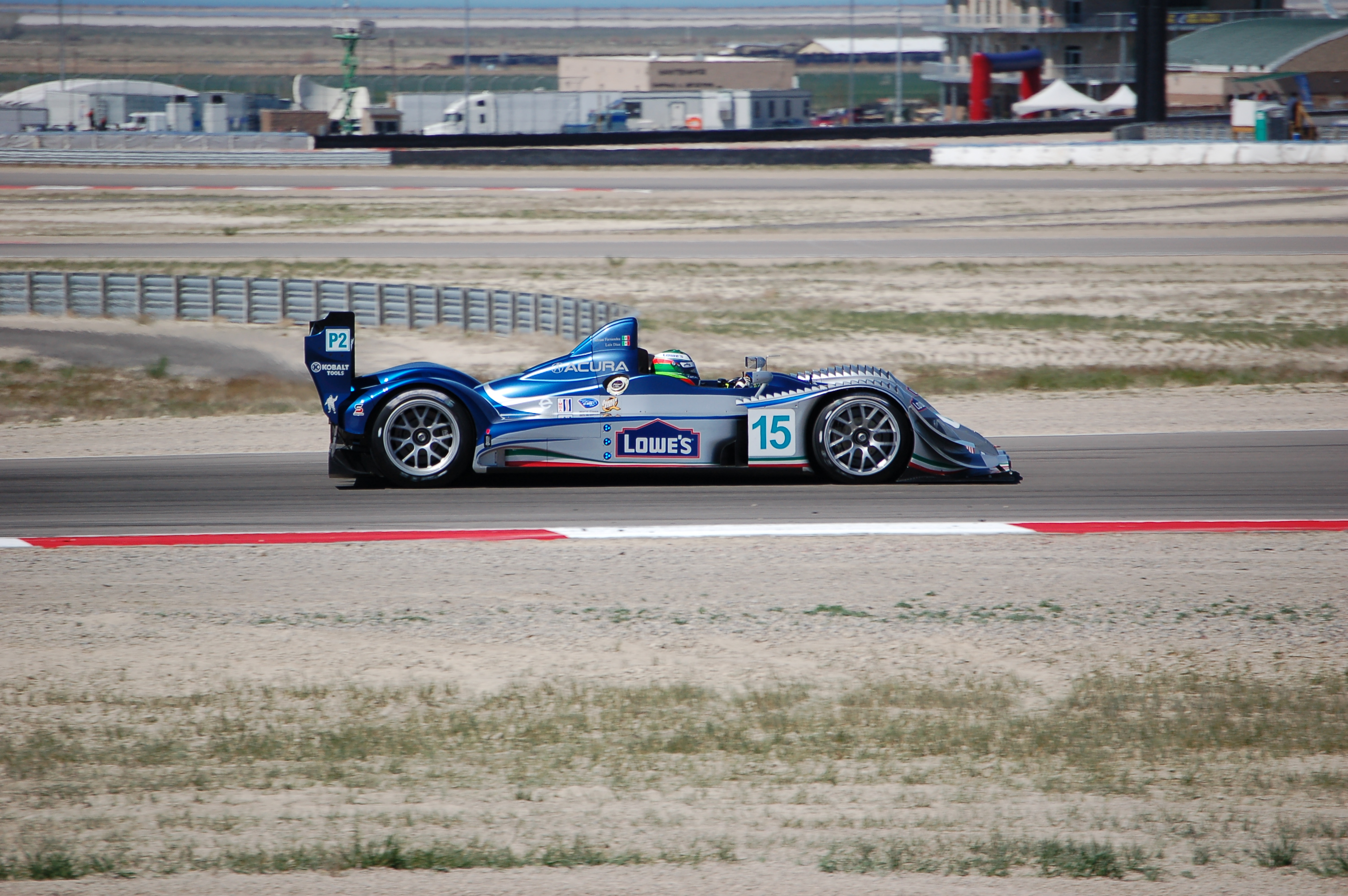
Adrián Fernández en el Acura ARX-01B en 2008

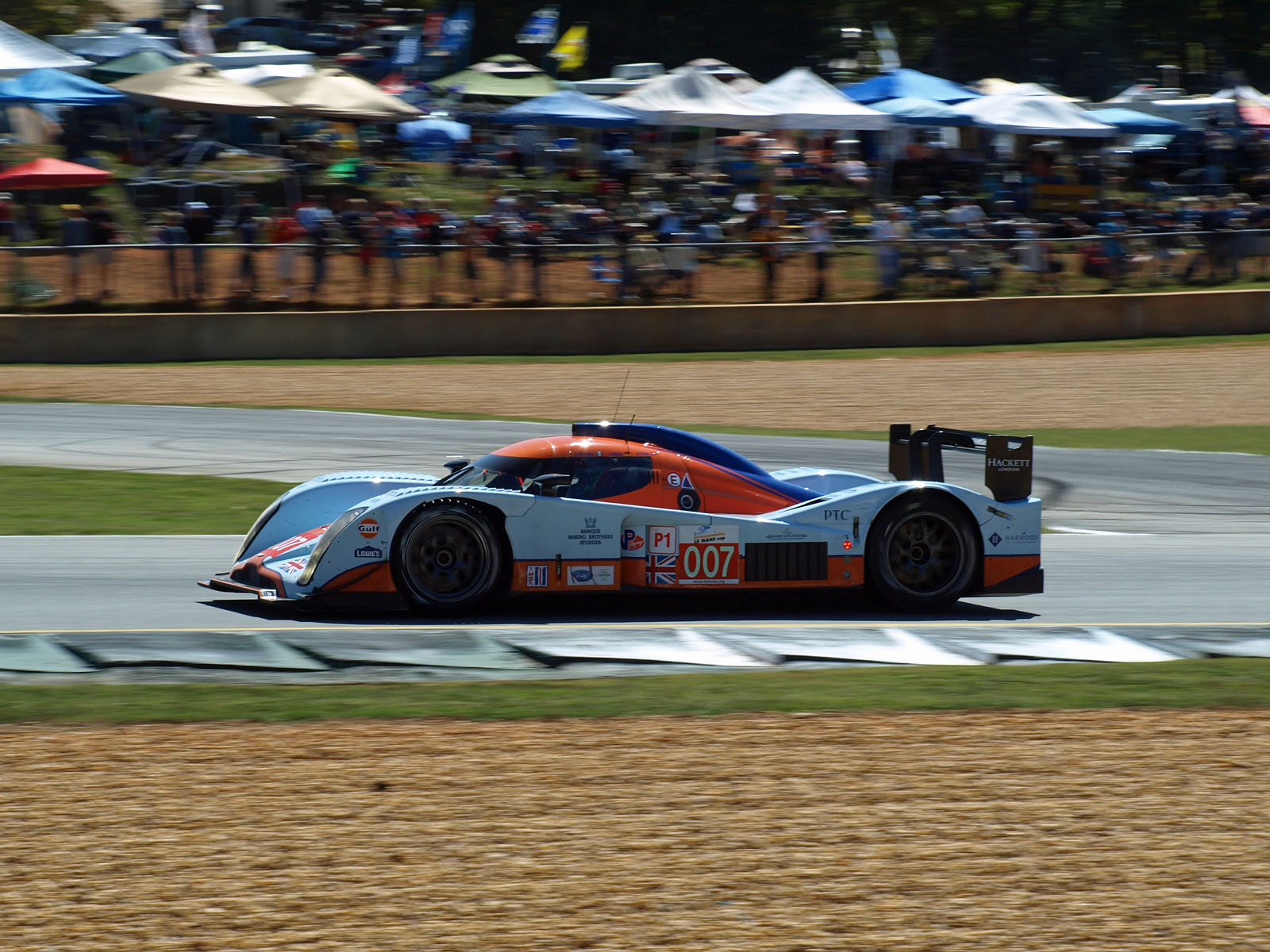
Adrián Fernandez conduciendo un Lola-Aston Martin B09/60 en la Petit Le Mans de 2011.

En 2006 se movió a la serie Grand-Am conduciendo un Prototipo Daytona Riley de su propio equipo. Consiguió una victoria en Mid-Ohio, un tercer lugar, y dos quintos para terminar 19º en el campeonato.
Para la temporada 2007, Fernández pasó a competir en la American Le Mans Series con un Lola-Acura de la clase LMP2 de su propio equipo junto a Luis Díaz. Logró tres podios en su clase, además del tercer puesto general en las 12 Horas de Sebring, de modo que finalizó 11º en el campeonato de pilotos de LMP2 y cuarto en el campeonato de equipos. En las 24 Horas de Le Mans de 2007 Adrián debuta con un segundo lugar en la categoría LMP2 en la famosa prueba con el equipo Barazi-Epsilon a bordo de un Zytek 07S/2 un prototipo de 3.4 litros y V8. Sus coequiperos son Haruki Kurosawa y Robbie Kerr. Este es el primer podio de un mexicano en el circuito de la Sarthe en muchos años que recuerda los logrados por Ricardo y Pedro Rodríguez en 1962 y 1968 respectivamente. El equipo francés logró la pole position de la categoría. 
Fernández pasó a conducir un Acura ARX-01B en la ALMS 2008, y finalizó 12º en el campeonato de pilotos y quinto en el campeonato de equipos en clase LMP2, con solamente dos podios de clase. En la American Le Mans Series 2009, la clase LMP2 se transformó en un duelo entre las duplas de los equipos Fernández y Dyson, debido a la partida de los equipos como Highcroft, Penske, y Andretti Green. Díaz y Fernández ganaron en ocho de las diez carreras, incluyendo las 12 Horas de Sebring y cosecharon dos segundos puestos, de forma que lograron ambos títulos en la clase LMP2, antes los rivales de Dyson.
En 2010, Adrián se unió a Prodrive y compitió en resistencia con un prototipo Lola-Aston Martin B09/60 oficial. Participó las dos primeras de la ALMS resultando tercero en las 12 Horas de Sebring, y segundo en Long Beach. También finalizó segundo en la fecha de Le Mans Series de Paul Ricard, y sexto en las 24 Horas de Le Mans. En 2011, el piloto pasó a correr el nuevo Aston Martin AMR-One de la clase LMP1 disputando las 24 Horas de Le Mans, sin embargo el auto fue muy poco competitivo y muy poco confiable, abandonando en esa carreras al completar dos vueltas. Después, el equipo tomó la decisión de volver a competir con el modelo antiguo Lola-Aston Martin, y los resultados cambiaron. Con ese modelo, el mexicano ganó la fecha de Laguna Seca de la American Le Mans Series, y terminó tercero en Petit Le Mans y sexto en las 6 Horas de Zhuhai de la Copa Intercontinental Le Mans.
Para 2012, Aston Martin y Prodrive optaron por correr con gran turismos, en el Campeonato Mundial de Resistencia. Adrián disputó las primeras cuatro fechas del campeonato con un Aston Martin Vantage GTE de la clase LMGTE Pro, y cosechó 3 podios, de forma que ayudó que Aston Martin terminará subcampeón en el campeonato de equipos de la clase. Además, disputó dos fechas de la ALMS en clase GT2 que sirvieron como preparación para Le Mans, finalizando quinto en la fecha de Long Beach y octavo en Laguna Seca en esa clase.

En la 80ª edición de las 24 horas de Le Mans en 2012 Fernández logra el tercer lugar con sus coequiperos, Stefan Mücke y Darren Turner, el Aston Martin Vantage 4.5 L-V8 cubrió un total de 332 vueltas (4,524.828 km), en el circuito de la Sarthe sin fallas o problemas mecánicos graves. Además logran la vuelta rápida de la categoría con 3 min y 54.928 s a una velocidad promedio de 208.8 km/h. Adrián tiene el honor de conducir durante la última etapa de la competición.
El 12 de septiembre de 2012 Adrián anuncia que su participación en el Campeonato Mundial de Resistencia concluye al finalizar la temporada del 2012 y con ello su relación con el equipo inglés Aston Martin Racing que inició en el 2010.

## Mánager de Checo Pérez
El 28 de septiembre de 2012 el nuevo piloto de McLaren para la temporada del 2013, Checo Pérez anuncia en su cuenta de Twitter lo siguiente: "Quiero agradecerle a mi tío y amigo @AdrianF007 por su gran trabajo para lograr este gran sueño y presentarlo oficialmente como mi Mánager". Adrián encabezo las negociaciones con el director de McLaren, Martin Whitmarsh, para llevar a Checo al equipo de Woking para la siguiente temporada de Fórmula 1.

## Curva Adrián Fernández
El 20 de septiembre de 2016 se bautiza la curva 12 del Autódromo Hermanos Rodríguez en honor al ex piloto Adrián Fernández, quien además será el embajador de la Fórmula 1 para el Gran Premio de México.

## El BRM P153 de Pedro Rodríguez
En 2024 Fernández adquiere el mítico BRM P153/05 del coleccionista privado Jaime Berguel, este monoplaza ganó el Gran Premio de Bélgica de 1970 al mando del ídolo mexicano Pedro Rodríguez.

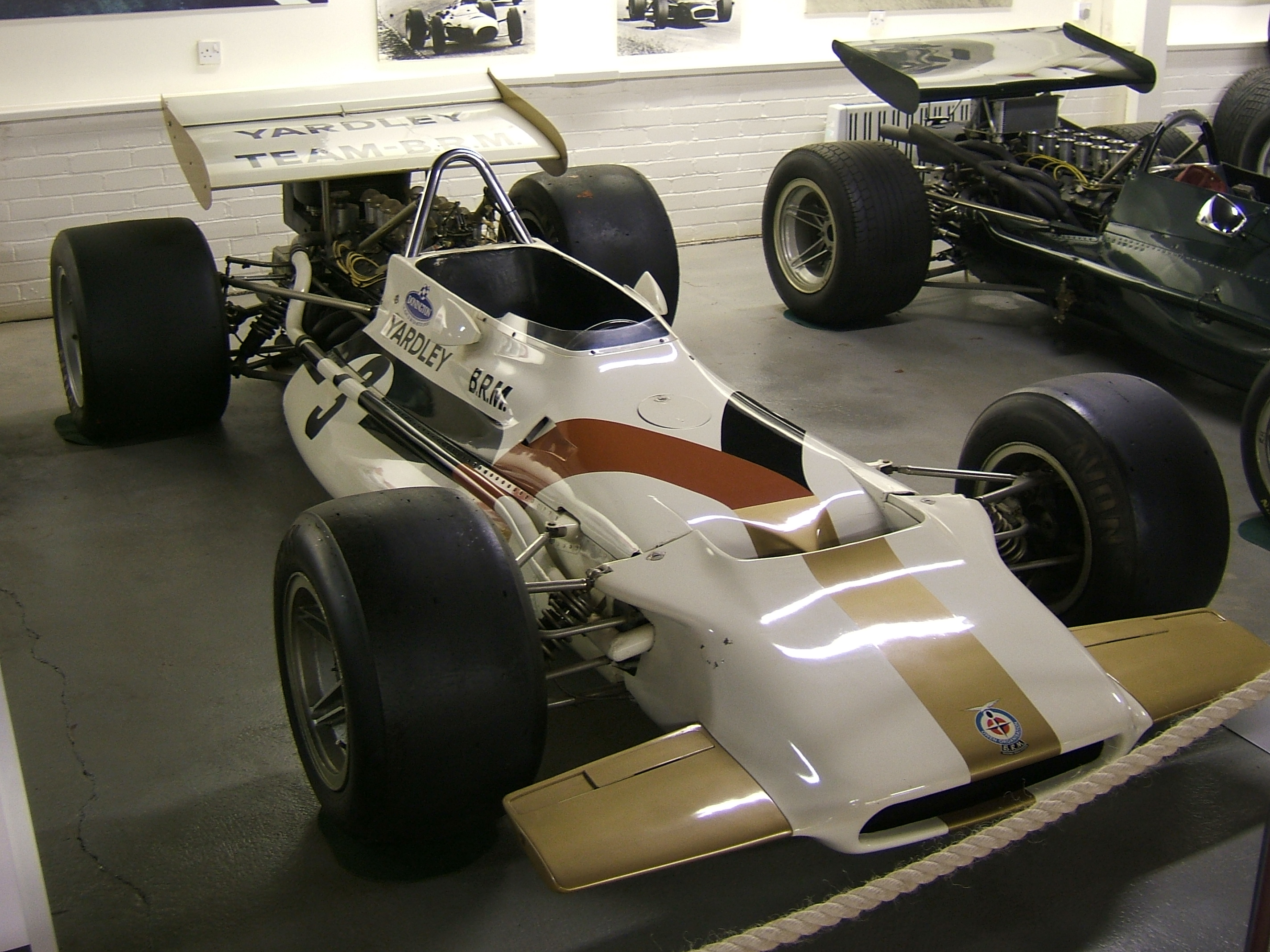
BRM P153 en exhibición.

## Vida personal
Adrián Fernández nació en la Ciudad de México de padres asturianos: Adrián Fernández Resines y María Teresa Mier Bobes. Él tiene dos hermanas, Mary Tere y María del Juncal.
Después de un noviazgo de un año y tres meses, en marzo de 2005 el mexicano contrajo matrimonio en Cartagena, Colombia con la modelo local Catalina Maya, a quien conoció en la Carrera de las Estrellas de karting organizada por el piloto colombiano Juan Pablo Montoya a beneficio de la Fundación Fórmula Sonrisas, que encabezan Montoya y su esposa Connie. De esta unión nacieron dos hijos: Valentina (2007) y Niko (2008). En 2011 la pareja anunció su divorcio.
A través de una amistad mutua, el 1 de noviembre de 2012 en Miami, Florida, Adrián Fernández conoció a la mexicana que sería su novia por varios años Priscila Perales, una exreina de belleza, escritora; actriz y modelo retirada, con la que posteriormente se casó el 4 de mayo de 2018 en Miami Beach, Florida. La pareja actualmente vive en Miami con su hijo (Adrián Fernández Jr.), nacido el 29 de octubre de 2020. 

## Resultados en el Automovilismo

### Fórmulas en los Estados Unidos
(Clave) (negrita indica pole position) (cursiva indica vuelta rápida)

#### Serie CART
| Año  | Equipo    | 1      | 2      | 3      | 4       | 5      | 6       | 7      | 8      | 9      | 10      | 11      | 12     | 13      | 14      | 15      | 16      | 17     | 18      | 19      | 20     | 21     | Pos. | Puntos |
| ---- | --------- | ------ | ------ | ------ | ------- | ------ | ------- | ------ | ------ | ------ | ------- | ------- | ------ | ------- | ------- | ------- | ------- | ------ | ------- | ------- | ------ | ------ | ---- | ------ |
| 1993 | Galles    | SRF    | PHX    | LBH 23 | INDY    | MIL 21 | DET 7   | POR    | CLE    | TOR    | MIS DNS | NHM     | ROA 29 | VAN     | MDO     | NZR     | LS 12   |        |         |         |        |        | 24   | 7      |
| 1994 | Galles    | SRF 13 | PHX 10 | LBH 8  | INDY 28 | MIL 16 | DET 23  | POR 10 | CLE 7  | TOR 13 | MIS 23  | MDO 6   | NHM 8  | VAN 22  | ROA 5   | NZR 21  | LS 7    |        |         |         |        |        | 13   | 46     |
| 1995 | Galles    | MIA 11 | SRF 26 | PHX 12 | LBH 18  | NZR 9  | INDY 21 | MIL 10 | DET 6  | POR 9  | ROA 6   | TOR 7   | CLE 12 | MIS 3   | MDO 4   | NHM 26  | VAN 22  | LS 10  |         |         |        |        | 12   | 66     |
| 1996 | Tasman    | MIA 11 | RIO 14 | SRF 23 | LBH 6   | NZR 10 | 500 DNS | MIL 11 | DET 4  | POR 12 | CLE 6   | TOR 1   | MIS 20 | MDO 6   | ROA 13  | VAN 8   | LS 11   |        |         |         |        |        | 12   | 71     |
| 1997 | Tasman    | MIA 13 | SRF 11 | LBH 11 | NZR 23  | RIO 26 | STL 8   | MIL 24 | DET 27 | POR 10 | CLE 17  | TOR 14  | MIS 26 | MDO 23  | ROA 12  | VAN 19  | LS 23   | FON 3  |         |         |        |        | 18   | 27     |
| 1998 | Patrick   | MIA 6  | MOT 1* | LBH 4  | NZR 26  | RIO 3  | STL 18  | MIL 9  | DET 2  | POR 24 | CLE 5   | TOR 9   | MIS 23 | MDO 1   | ROA 5   | VAN 15  | LS 7    | HOU 6  | SRF 6   | FON 4   |        |        | 4    | 154    |
| 1999 | Patrick   | MIA 20 | MOT 1* | LBH 4  | NZR 5   | RIO 20 | STL 21  | MIL 5  | POR 4  | CLE 19 | ROA 3   | TOR 6   | MIS 6  | DET DNS | MDO Inj | CHI Inj | VAN Inj | LS 5   | HOU 12  | SRF 3   | FON 1  |        | 6    | 140    |
| 2000 | Patrick   | MIA 21 | LBH 24 | RIO 1  | MOT 10  | NZR 5  | MIL 8   | DET 21 | POR 12 | CLE 7  | TOR 2   | MIS 6   | CHI 5  | MDO 6   | ROA 2   | VAN 3   | LS 12   | STL 10 | HOU 7   | SRF 1   | FON 5  |        | 2    | 158    |
| 2001 | Fernández | MTY 19 | LBH 16 | TXS NH | NZR 19  | MOT 16 | MIL 5   | DET 12 | POR 19 | CLE 21 | TOR 3   | MIS 25  | CHI 10 | MDO 22  | ROA 3   | VAN 21  | LAU 24  | ROC 23 | HOU 14  | LS 10   | SRF 19 | FON 18 | 18   | 45     |
| 2002 | Fernández | MTY 13 | LBH 10 | MOT 7  | MIL 2   | LS 18  | POR 14  | CHI 13 | TOR 9  | CLE 11 | VAN 8   | MDO Inj | ROA 18 | MTL 12  | DEN 4   | ROC 14  | MIA 7   | SRF 17 | FON Inj | MXC Inj |        |        | 14   | 59     |
| 2003 | Fernández | STP 15 | MTY 4  | LBH 2  | BRH 12  | LAU 15 | MIL 6   | LS 7   | POR 1  | CLE 11 | TOR 9   | VAN 12  | ROA 12 | MDO 7   | MTL 8   | DEN 5   | MIA 8*  | MXC 8  | SRF 12  | FON NH  |        |        | 8    | 105    |

#### Serie IndyCar
| Año  | Equipo                 | 1   | 2      | 3      | 4      | 5       | 6     | 7     | 8      | 9     | 10     | 11    | 12     | 13    | 14    | 15    | 16    | 17  | Pos. | Puntos |
| ---- | ---------------------- | --- | ------ | ------ | ------ | ------- | ----- | ----- | ------ | ----- | ------ | ----- | ------ | ----- | ----- | ----- | ----- | --- | ---- | ------ |
| 2004 | Aguri-Fernández Racing | HMS | PHX 20 | MOT 18 | INDY 7 | TXS 5   | RIR 7 | KAN 6 | NSH 10 | MIL 8 | MIS 12 | KTY 1 | PPIR 2 | NZR 7 | CHI 1 | FON 1 | TX2 5 |     | 5    | 445    |
| 2005 | Aguri-Fernández Racing | HMS | PHX    | STP    | MOT    | INDY 14 | TXS   | RIR   | KAN    | NSH   | MIL    | MIS   | KTY    | PPIR  | SNM   | CHI   | WGL   | FON | 29   | 16     |

### Campeonato Mundial de Resistencia de la FIA
(Clave) (negrita indica pole position) (cursiva indica vuelta rápida)

| Año  | Escudería           | Clase     | Automóvil                | 1   | 2   | 3   | 4   | 5   | 6   | 7   | 8   | Pos. | Puntos | Ref.   |
| ---- | ------------------- | --------- | ------------------------ | --- | --- | --- | --- | --- | --- | --- | --- | ---- | ------ | ------ |
| 2012 | Aston Martin Racing | LMGTE Pro | Aston Martin Vantage GTE | SEB | SPA | LMS | SIL | SÃO | BHR | FUJ | SHA | 77   | 1.5    | [ 21 ] |
| 2012 | Aston Martin Racing | LMGTE Pro | Aston Martin Vantage GTE | 18  | Ret | 17  | 19  |     |     |     |     | 77   | 1.5    | [ 21 ] |